# Tusket River
Der Tusket River (Nikitaouksit, „Großer gegabelter Gezeitenfluss“) ist der Hauptfluss, welcher durch Yarmouth County im Südwesten Nova Scotias fließt. 
Seine Zuflüsse sind der Carlton-, Silver-, Napier-, Caribou- und Quinan-Fluss.
Der Tusket River gilt als Naherholungsgebiet und ist beliebtes Ziel von Kanusportlern und Anglern.

## Ökologie
Das Ökosystem des Flusses wurde 1986 vom Zinn Abbau der Rio Algom Mine bedroht. Interventionen von Naturschützern und schließlich die Stilllegung der Mine 1992 verhinderten eine weitere Verschmutzung. Nachdem sich das Ökosystem rasch erholte, wird selbiges nun jedoch von Kahlschlägen der Holzindustrie erneut bedroht.
Es bestehen nun Bemühungen, angrenzende Uferbereiche unter Naturschutz zu stellen, um die Ursprünglichkeit der Flusslandschaft zu erhalten.